# Santuario de la Inmaculada Concepción
El Santuario de la Inmaculada Concepción situado en el municipio de La Línea de la Concepción (Provincia de Cádiz, España) es un templo edificado en el siglo XIX de estilo colonial. Destaca su retablo del siglo XVII y la imagen titular obra de Luis Ortega Bru.
Se convirtió en Santuario a finales del año 2005. Idea que surgió en la Sacramental, Real y Venerable Hermandad del Santísimo Cristo de la Misericordia y María Santísima de la Amargura a través de su vocal de Cultos.
Su sacerdote y director espiritual en el año 2019 es Don Francisco de Paula Roldán Jurado. 

## Arquitectura

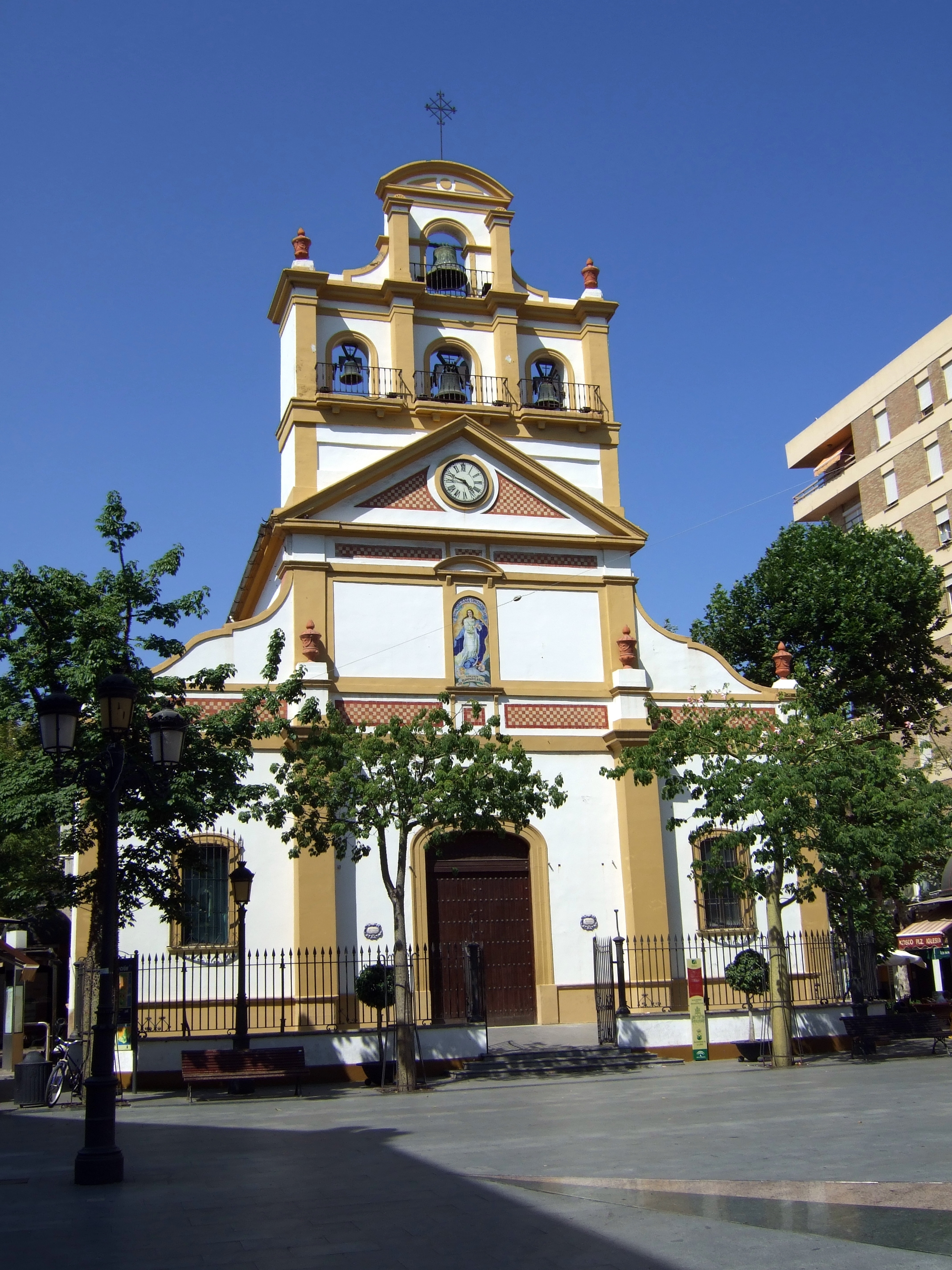
Fachada del santuario de la Inmaculada Concepción.

La planta de la iglesia de la Inmaculada Concepción está constituida por tres naves. La central es mucho más elevada que las dos laterales y está separada de éstas por arcos de medio punto que se apoyen sobre pilastras. La cubierta de la nave central es a dos aguas y las laterales a una, mientras que el armazón es de madera.
El exterior del edificio responde a la distribución interior, con una sencillez y belleza notables. El paramento frontal está dividido en dos zonas perfectamente diferenciadas: la fachada propiamente dicha y la espadaña, donde se sitúan las cuatro campanas. Esta diferencia queda bien marcada por el frontis que más bien parece el remate de la fachada.
La parte baja presenta su paramento dividido por pilastras rematadas en florones y elementos horizontales con decoración de mosaicos cerámicos. La entrada se sitúa en el centro de la nave central, junto a dos ventanas que se corresponden con las naves laterales. Remata el frontón la espadaña, dividida por pilastras de iguales características que la planta baja y acogiendo en sus huecos las campanas, una para el reloj y tres para los servicios de la iglesia. La espadaña se encuentra coronada por un frontón curvo. 

## Arte religioso
En el interior de la parroquia de la Inmaculada Concepción se veneran las imágenes de Jesús del Gran Poder, la Virgen de los Ángeles, la Virgen de la Soledad, el Santo Entierro de Jesucristo, la Virgen de la Amargura, el Cristo de la Misericordia, el Cristo de las Almas, la Virgen de las Angustias, Jesús de las Penas y la Virgen de los Dolores, imágenes pertenecientes a las cinco hermandades de penitencia radicadas en la parroquia. Hasta hace unos años también se encontraban las de otras cofradías (Oración en el Huerto y Silencio), que ya se hallan en otras parroquias. Además, hay una hermosa figura del Sagrado Corazón de Jesús, recientemente restaurada, una Virgen del Carmen, el Simpecado de la Hermandad de Nuestra Señora del Rocío de la ciudad, la Virgen de la Inmaculada Peregrina, el Cristo Resucitado y otras imágenes de culto, tales como Nuestra Señora del Perpetuo Socorro.

## Simbolismo
Este Santuario para los linenses es muy importante y simbólico para ellos, ya que en ella se localiza la imagen de su patrona, la Inmaculada. Tanta devoción tenían hacia su patrona que cuando se constituyó la primera sesión plenaria de la Corporación Municipal del pueblo, se eligió de forma unánime la nomenclatura de La Línea de la Concepción, haciéndose referencia al nombre de su patrona, la Inmaculada Concepción.
También es muy importante este Santuario debido a que la mayoría de las fiestas populares de la localidad tienen desarrollo en la plaza donde se localiza. 
Algunas de esas fiestas populares son: las fiestas de Navidad, que instalan un precioso alumbrado a las puertas del Santuario y se organizan coros y zambombás flamencas; la Feria, Velada y Fiestas de la localidad, que se realiza la Misa Rociera el domingo rociero; el Carnaval de la Concha Fina, que actúan grupos carnavalescos; y la Semana Santa, que todas las Hermandades y Cofradías llevan en su itinerario procesional realizar su carrera oficial saludando a la patrona de la ciudad acercándose a las puertas del Santuario.
Además, es también uno de los edificios más emblemáticos de la ciudad debido a su ubicación en el centro de la ciudad.